# Comuna Vîsoțk, Dubrovîțea
Vîsoțk (în ucraineană Висоцьк) este o comună în raionul Dubrovîțea, regiunea Rivne, Ucraina, formată din satele Hilin, Verbivka și Vîsoțk (reședința).

## Demografie
Componența lingvistică a comunei Vîsoțk
     Ucraineană (98,78%)
     Alte limbi (1,04%)
Conform recensământului din 2001, majoritatea populației comunei Vîsoțk era vorbitoare de ucraineană (98,78%), existând în minoritate și vorbitori de alte limbi.